# B'z LIVE-GYM 2011 -C'mon-
『B'z LIVE-GYM 2011 -C'mon-』（ビーズ・ライブジム・ツーサウザンドイレブン・カモン）は、日本の音楽ユニット・B'zの14作目の映像作品。DVDとBlu-ray Discで発売。

## 概要
2011年9月〜12月に行われ、50万人を動員したライブツアー『B'z LIVE-GYM 2011 -C'mon-』より、ドーム公演の映像を収録。映像は主に京セラドーム大阪の12月18日の公演が中心となっており、一部東京ドーム公演の映像が挿入されている。
2012年4月14日に公式ファンクラブ「B'z Party」のオフィシャルサイトでリリースを発表。追って4月16日に公式サイトでも発表され、公式YouTubeチャンネルで告知映像を公開した。
アルバム『C'mon』収録曲のうち「Too Young」「デッドエンド」は未演奏となったが、「デッドエンド」は『B'z LIVE-GYM Pleasure 2013 -ENDLESS SUMMER-』のホール公演で初演奏され、『B'z LIVE-GYM Pleasure 2013 ENDLESS SUMMER -XXV BEST-』の完全盤に収録された。また、「ひとしずくのアナタ」はアリーナ公演のみの演奏だったため、本作には未収録。

## 記録
オリコンにおける2012年6月11日付週間DVDランキングにおいて、5.3万枚を売り上げ総合首位に初登場した。これで8作連続での総合首位獲得となり、ミュージックDVDによる総合首位獲得作品数としては、これまで1位タイの7作で並んでいた嵐を上回り単独歴代最多を記録した。また同日発売のBlu-ray Disc（以下、BD）も、週間BDランキングにおいて初週で5.6万枚を売り上げ総合首位を獲得。初週売上5.6万枚は、男性アーティストの初週最多売上記録であった関ジャニ∞『KANJANI∞ 五大ドームTOUR EIGHT×EIGHTRおもんなかったらドームすいません』の4.4万枚を上回り、歴代1位（当時）となった。
その後BD盤は累計7.0万枚を売り上げ、2012年度年間音楽BDランキングにて1位を獲得した。B'zの同部門1位は、2010年リリース『B'z LIVE-GYM 2010 "Ain't No Magic" at TOKYO DOME』以来2年ぶり2作目。同部門年間1位2作は、2008年のBlu-ray Discランキング集計開始以来初となる。

## 演奏

### メンバー
- 松本孝弘：ギター、プロデュース
- 稲葉浩志：ボーカル

### サポートメンバー
- 大賀好修：ギター
- 増田隆宣：キーボード
- シェーン・ガラース：ドラム
- バリー・スパークス：ベース

## 収録内容
1. さよなら傷だらけの日々よ
  - ライブのオープニングとして、ステージを覆う巨大な壁に3Dプロジェクションマッピングを使用した映像が映され、最後に流れた「C'mon!」という叫び声の後に本曲のイントロが流れる。
  - 曲が始まると壁が開いてメンバーが登場。B'zの2人は天井から吊るされたX字の階段状のステージに乗っており、曲の中盤まで階段状のステージで演奏した。
2. さまよえる蒼い弾丸
3. Don't Wanna Lie
  - 突如現れた箱からボールを取り出し、書かれていることを叫びながら投げるという演出のあと、恒例のMC「B'zのLIVE-GYMにようこそ！」に続く形で演奏。
4. ピルグリム
  - 曲のラストではスクリーンがV字状の形に動き、稲葉の背中に白い巨大な翼があるかのような演出がされた。
5. BE THERE
  - 本ツアーで演奏された中で最も古い楽曲で、ドーム公演から追加された。本曲をドーム・スタジアムクラスの会場で演奏するのは『B'z LIVE-GYM Pleasure '97 -FIREBALL-』以来、約14年ぶり[注釈 1]。
6. Homebound
  - 増田のキーボードソロからイントロに入る。
7. ボス
  - アウトロのセッションから始まる。
  - Cメロでは稲葉がテノールで歌唱している。
8. 命名
  - アリーナ公演では本曲の前に「ひとしずくのアナタ」が演奏されていた。
9. DAREKA
  - 手拍子コーナーに続いて演奏。曲の終盤で一旦稲葉がステージの下に吸い込まれ、戻ってきた後に「井戸のコーナー」が始まる。
10. Splash
  - 42ndシングル「SPLASH!」の英語バージョン。英語バージョンとしては、公式作品に初収録となった。なお、本作では唯一歌詞カードに歌詞が記載されていない。
  - 同年の北米ツアー『B'z LIVE-GYM 2011 -long time no see-』のセットリストの内、英語バージョンで演奏した曲の中では「さまよえる蒼い弾丸」、「SPLASH!」、「Brotherhood」が本ツアーでも引き続き演奏されたが、英語バージョンのままなのは本曲のみである。
11. Brotherhood
  - 曲のラストでは、稲葉が恒例のロングシャウトを披露。
  - DVD版ではこの曲でDisc 1が終了。
12. BLOWIN'
  - 「BE THERE」同様、ドーム公演から追加。
  - 曲の前には、メンバー紹介、サポートメンバーによるバンドセッション、松本のソロ楽曲「#1090 [千夢一夜]」の演奏がある。
  - 本曲から、『B'z LIVE-GYM 2010 "Ain't No Magic"』と同様にフライングステージでドーム後方まで移動。
  - ラストの掛け合いは徐々にキーが上がっていく新アレンジで披露。
13. イチブトゼンブ
  - ドーム後方でそのまま披露。
14. 裸足の女神
  - 曲の冒頭で松本と大賀による曲のフレーズを用いたギターソロが演奏される。
  - 本曲で、元の場所に戻る。
15. Liar! Liar!
  - イントロ後に火柱を用いた特効演出がある。
  - イントロのシンセサイザーと曲のラストの部分に、新たなアレンジが施されている。
16. ZERO
17. DIVE
  - アルバムバージョンでの演奏で、前曲から繋がる形で始まる。
18. ザ・マイスター
  - イントロと曲の中盤でコール&レスポンスが行われる。
19. C'mon
  - 東日本大震災と今回のアルバムタイトルである「C'mon」に込めた思いなどを語ったMCから、キーボードのアウトロソロ、ギターのサビソロで始まる。アウトロはCD音源より長いアレンジになっている。
20. いつかのメリークリスマス
  - ここからアンコール。ドーム公演から追加。
  - 『B'z LIVE-GYM 2003 "BIG MACHINE"』以来、約8年ぶりの演奏。映像化は本作が初（いつかのメリークリスマス#演奏披露も参照）[6]。
21. ultra soul
  - アレンジは18thアルバム『C'mon』収録の「ultra soul 2011」である。ギターソロは「Blue Revolution」のものをアレンジした形となっている。
22. Calling
  - アウトロでは恒例の連続シャウトがあり、また唐突にBPMが早くなる。

・演奏終了後、恒例のMC「お疲れー！」の後に、「Brotherhood」のリハーサル映像が流れ、エンドロールに入る。リハーサル映像の合間に、アリーナ公演初日の仙台公演のMC、ツアー各地の円陣の模様が収録されている。